# Władysław Fedorowicz (inżynier)
Władysław Fedorowicz (ur. 5 czerwca 1902 w Warszawie, zm. 27 kwietnia 1983 w Słupsku) – polski inżynier, pierwszy powojenny burmistrz Słupska, działacz społeczny.

## Życiorys

### Młodość i wykształcenie
Urodził się 5 czerwca 1902 w Warszawie. Ukończył gimnazjum w Łomży, a następnie w 1923 roku Państwową Szkołę Budowy Maszyn i Elektrotechniki im. H. Wawelberga i S. Rotwanda w Warszawie. Pracę zawodową rozpoczął w Państwowej Fabryce Karabinów (później znanej jako VIS) w Warszawie; od 1925 roku pracował w Zakładach Mechanicznych „Lilpop, Rau i Loewenstei” S.A W 1920 założył Robotniczy Klub Sportowy „Znicz” w Pruszkowie, był kolejno jego sekretarzem i wiceprzewodniczącym. Członek Robotniczego Sportowego Komitetu Okręgowego w Warszawie. W 1923 roku wstąpił do Polskiej Partii Socjalistycznej.

### Strajk w zakładach Lilpopa
Zaangażował się w działalność PPS i poparł strajk robotników w zakładach Lilpopa za co został zwolniony. Znalazł pracę na południu kraju w Sanoku.

### Sanok
Objął stanowisko kierownika produkcji w zakładach Zjednoczone Fabryki Maszyn, Kotłów i Wagonów – L. Zieleniewski i Fitzner-Gamper, Spółka Akcyjna, Fabryka Sanocka (obecnie Autosan).
Po wybuchu wojny w 1939 roku kierował ewakuacją fabryki na wschód, jednak pociąg został zbombardowany i Władysław Fedorowicz wrócił do Sanoka. W czasie wojny ukrywał się w okolicznych wsiach i w górach, gdyż groziło mu wywiezienie do obozu. Powrócił do pracy w fabryce dzięki interwencji ówczesnego dyrektora fabryki Karola Górniaka i uzyskanej gwarancji bezpieczeństwa (ze względu na strategiczną dla okupanta rolę sanockiej fabryki w czasach aktywnego frontu wschodniego) i pracował tam do 1945 roku.

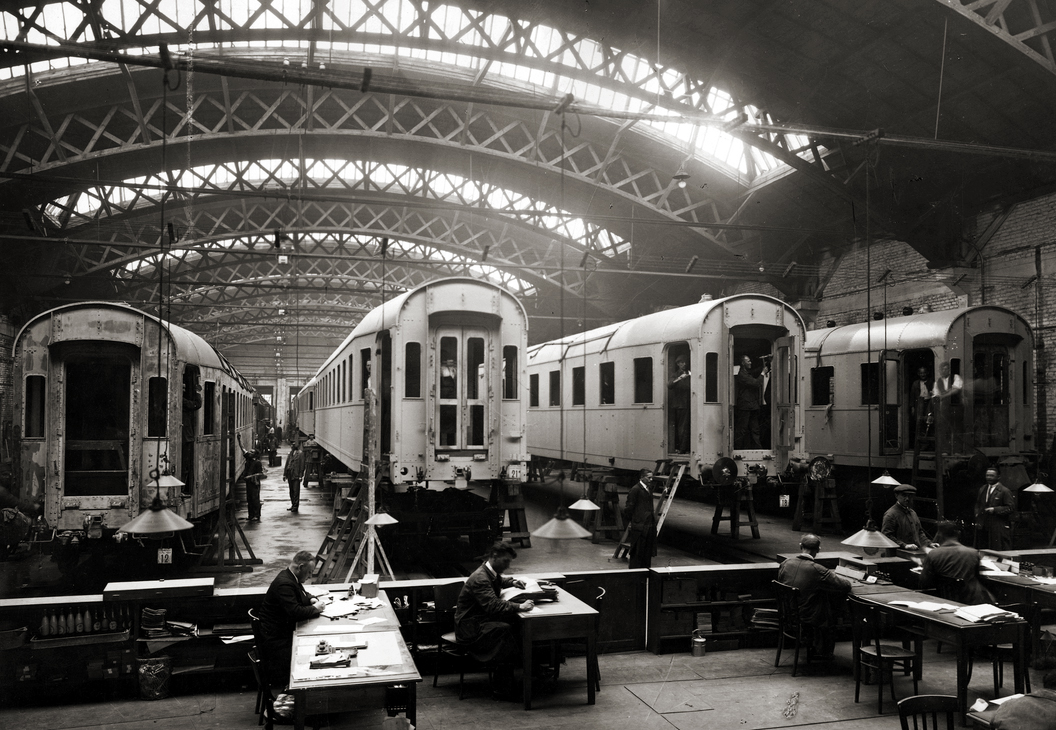
Zakłady Lilpop, Rau i Loewenstein przed 1939 01

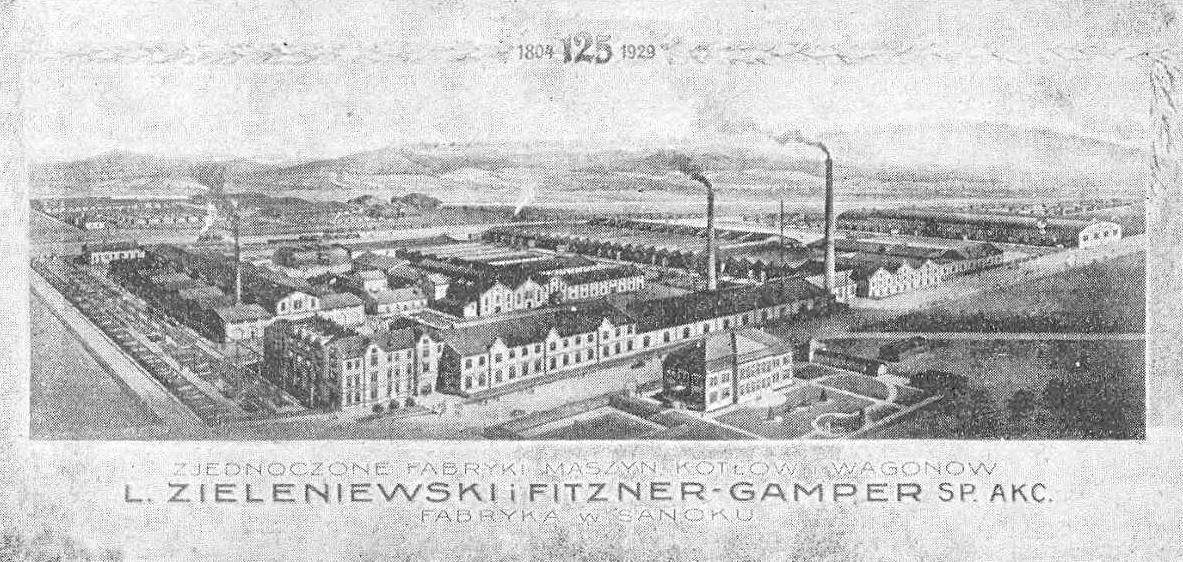
Zabudowania fabryki w Sanoku wg grafiki z 1929 r.

### Burmistrz Słupska
Tuż po zakończeniu działań wojennych Centralny Komitet Wykonawczy PPS skierował go na ziemie odzyskane. 15 maja 1945 przybył do Słupska i założył pierwszą komórkę PPS w Słupsku. Został pierwszym po wojnie burmistrzem Słupska. Najważniejsze sprawy, którymi się zajmował, to:
- zapewnienie wyżywienia dla mieszkańców miasta,
- utworzenie straży pożarnej i milicji,
- przejęcie szpitali i zorganizowanie służby zdrowia,
- przejęcie infrastruktury miejskiej i zapewnienie jej funkcjonowania (gazowania, wodociągi, elektrownia, tramwaje),
- zorganizowanie sprawnej administracji oraz podjęcie działań umożliwiających rozpoczęcie nowego roku szkolnego.

W latach 1946–1948 był przewodniczącym Powiatowej Rady Narodowej w Słupsku, następnie rozpoczął pracę w MPGK, gdzie dzięki jego zaangażowaniu przywrócono komunikację tramwajową. Następnie pracował w Słupskich Fabrykach Mebli, w Miejskim Przedsiębiorstwie Remontowo-Budowlanym, a także w Wojewódzkim Biurze Projektów Budownictwa Wiejskiego. Udzielał się także w NOT, PTTK, LOP i STSK. Był współzałożycielem Koła Pierwszych Słupszczan i jego pierwszym przewodniczącym. Zmarł 27 kwietnia 1983 w wieku 80 lat. Został pochowany na Starym Cmentarzu w Słupsku.
W Złotej Księdze Miasta Słupska dokonał wpisu:
„Dnia 26 kwietnia 1945 roku w szóstym roku trwania wielkiej wojny światowej, otwieram nową historię prastarego grodu słowiańskiego, powracającego na zawsze do Rzeczypospolitej Polskiej. Pierwszy Burmistrz Miasta Władysław Fedorowicz”.
8 września 1985 roku dla uczczenia pamięci Władysława Fedorowicza została odsłonięta tablica pamiątkowa na frontonie budynku, w którym w 1945 roku mieścił się pierwszy Urząd Miasta (róg al. Wojska Polskiego i ul. S. Starzyńskiego).

### Życie prywatne
Syn Jana i Zofii Piotrowskiej. Poślubił Elżbietę Witas (1903–1974). Jego starszy syn Jerzy Fedorowicz był artystą awangardowym.

## Odznaczenia
- medal 650-lecia miasta Słupska
- medal „Zasłużony dla miasta Słupska”
- Krzyż Kawalerski Orderu Odrodzenia Polski